# Ampelisca burkei
Ampelisca burkei is een vlokreeftensoort uit de familie van de Ampeliscidae. De wetenschappelijke naam van de soort is voor het eerst geldig gepubliceerd in 1989 door J. L. Barnard & Thomas.